# 奧勒爾·赫西瑟
奧勒爾·倫納德·赫西瑟四世（英語：Orel Leonard Hershiser IV，1958年9月16日—）是前美國職業棒球投手，曾於1983年至2000年間在美國職棒大聯盟出賽18個賽季。退休後他成為了道奇隊的廣播球評，此外他還是名職業撲克選手。
在學生時期分別於櫻桃山高中東部及鮑林格林州立大學打過棒球校隊後，赫西瑟於1979年的選秀會上被洛杉磯道奇隊選中。經歷數年的小聯盟生涯後，他於1983年完成了大聯盟的初登板。效力於道奇隊期間，赫西瑟三度入選全明星賽成員。赫西瑟最成功的賽季要屬1988年，那年他創下大聯盟史上最長的連續59局無失分紀錄，幫助道奇隊在1988年世界大賽中奪冠，還被選為國聯冠軍系列賽最有價值球員及世界大賽最有價值球員。在這個賽季，赫西瑟也贏得國聯賽揚獎及國聯金手套獎。在之後的職業生涯裡，赫西瑟還曾先後效力過克里夫蘭印地安人隊、舊金山巨人隊、紐約大都會隊，他也曾隨印地安人隊在1995和1997年兩度參加世界大賽，並贏得了1995美聯冠軍系列賽的獎項，不過印地安人在兩次世界大賽都輸球，直到退休前的那年他又回到道奇隊出賽。從球員身分退休後，他曾短暫擔任過德州遊騎兵隊的教練及球隊執行長（team executive），至後轉任ESPN及道奇隊球評。
赫西瑟因其纖細身形及兇猛又積極的精神聞名，從而讓他被球員時期的前道奇總教練湯米·拉索達暱稱為「鬥牛犬」。

## 著作
- Orel Hershiser and Jerry B. Jenkins. . Wolgemuth & Hyatt. 1989. ISBN 0-943497-57-4.
- Orel Hershiser. . Warner Faith. 2002. ISBN 0-446-67907-0.

## 外部連結
- 球員資訊和成績在Retrosheet ，Baseball Reference ，Baseball Reference (Minors) ，Fangraphs ，The Baseball Cube （英文）
- Pura Pelota (Venezuelan Winter League) （页面存档备份，存于）
- Archive （页面存档备份，存于） at 洛杉磯時報

| 奖项与成就                                       | 奖项与成就                                              | 奖项与成就                                       |
| ------------------------------------------------ | ------------------------------------------------------- | ------------------------------------------------ |
| 前任： 費南多·瓦倫祖拉 提姆·貝爾徹 雷蒙·馬丁內斯 | 洛杉磯道奇隊開幕戰 先發投手 1987年 1990年 1993年–1994年 | 繼任： 費南多·瓦倫祖拉 提姆·貝爾徹 雷蒙·馬丁內斯 |